# 錫頓冰川
66°43′S 56°26′E / 66.717°S 56.433°E
錫頓冰川是南極洲的冰川，全長27公里，最終注入愛德華八世冰架，由挪威製圖師根據該國空中照片繪入地圖，以澳大利亞的空軍上尉命名。